# John Guillermin
John Guillermin   (Londres, 11 de novembre de 1925 - Topanga, 27 de setembre de 2015) va ser un director de cinema, productor i guionista britànic.

## Biografia
Guillermin va néixer a Londres fill de pares francesos. Després de deixar les forces aèries als 22 anys, va començar la seva carrera de director a França realitzant documentals. El 1950 es va traslladar a Hollywood per estudiar cinema. A Town on Trial (1957) va mostrar el seu precoç coneixement de l'ofici en aconseguir dotar el personatge normalment bon jan de John Mills d'una actitud amenaçadora. Amb el temps, Guillermin va arribar a ser conegut més com un director de pel·lícules d'entreteniment que de cinema d'autor, i pels seus llargmetratges d'alt pressupost i efectes espectaculars en els últims anys de la seva carrera. També va ser conegut per ser un fumador de pipa exigent i perfeccionista, gravant una vegada i una altra escenes fins a aconseguir exactament el que buscava. El seu mètode de treball incloïa angles de cambra impossibles i preses a mà.
De les autobiografies i memòries d'actors, muntadors i productors es dedueix que era difícil treballar amb ell; al llibre de Norma Barzman quan es va reunir per discutir el projecte The Blue Max va dir d'ell que era "fred i de llavis rígids". Elmo Williams, productor de The Blue Max, el descriu com un "director exigent, a qui no li importava ferir les persones mentre obtingués una accción realista... Era molt treballador, excessivament crític i no agradava a l'equip de rodatge. Tanmateix, era un mestre amb la càmera".
El productor David L. Wolper va escriure que Guillermin va ser «el director més difícil amb el qual he treballat mai». Wolper va ser més enllà descrivint Guillermin com «un autèntic gra al cul». Guillermin estava dirigint el llargmetratge de Wolper El pont de Remagen. Guillermín va cridar a alguns membres de l'equip txec que van arribar tard el primer dia de rodatge; un d'ells li va dir que si feia això de nou se n'anirien tots. Un dia Guillermin li va dir a Wolper que no podia posar un peu en el set de rodatge a causa de la complexitat de l'enregistrament. Wolper li va dir que llavors estava acomiadat. Guillermin es va disculpar i va tornar a ser contractat immediatament.
Ralph E. Winters va ser contractat com a editor a King Kong (1976) després d'una agradable conversa amb Guillermin. Winter el descriu com «un tipus esprimatxat, fosc, de trets molt afilats». A la sala de projecció Winters seria testimoni d'un Guillermin frustrat colpejant el seient davanter fins a trencar-lo. Winters va rebre l'endemà una trucada disculpant-se i 23 anys després que el llargmetratge s'estrenés li va trucar per felicitar-lo pel seu treball a King Kong.
Charlton Heston va descriure a Guillermin com un «director hàbil i imaginatiu» amb una «veta irascible».
Abans que comencés l'enregistrament de Midway (1976), el productor Walter Mirisch va substituir a Guillermin per Jack Smight després que Guillermin demanés més temps i un millor equipament, principalment avions, que el pressupost no permetia. En 1983 Guillermin també va ser substituït a la pel·lícula Sahara (1983) per Andrew V. McLaglen.
El novel·lista James Dickey, que va treballar amb ell en el projecte Alnilam el 1989 (que no es va arribar a rodar) va escriure que Guillermin era "un d'aquests directors megalòmans als que se'ls ha d'obrir les portes del cel perquè decideixin participar en un projecte".

## Filmografia
Les seves pel·lícules més destacades són:
- 1949: High Jinks in Society
- 1950: Torment
- 1951: The Smart Aleck
- 1951: Two on the Tiles
- 1951: Four Days
- 1952: Miss Robin Hood
- 1952: Song of Paris
- 1953: Operation Diplomat
- 1954: The Crowded Day
- 1955: Tormenta
- 1956: Thunderstorm
- 1957: Town on Trial
- 1958: Adventure in the Hopfields
- 1958: The Whole Truth
- 1958: I Was Monty's Double
- 1959: Tarzan's Greatest Adventure
- 1960: The Day They Robbed the Bank of England
- 1960: Never Let Go
- 1962: Waltz of the Toreadors
- 1962: Tarzan Goes to India
- 1964: Guns at Batasi
- 1965: Rapture
- 1966: The Blue Max
- 1968: P.J.
- 1968: House of Cards
- 1969: The Bridge at Remagen
- 1970: El Condor
- 1972: Alarma: vol 502 segrestat (Skyjacked)
- 1973: Shaft in Africa
- 1974: El colós en flames (The Towering Inferno)
- 1976: King Kong
- 1978: Death on the Nile: Making of Featurette, Telefilm
- 1978: Mort al Nil (Death on the Nile)
- 1980: Mr. Patman
- 1984: Sheena, reina de la jungla (Sheena)
- 1986: King Kong Lives
- 1988: The Tracker, Telefilm

## Premis i nominacions[3]

### Premis
- Premis Kinema Junpō 1976: Millor film estranger per Towering inferno
- Evening Standard British Film Awards 1980: Millor film per Death on the Nile

### Nominacions
- Razzie Awards: Pitjor director per Sheena
- Fantasporto 1988: Millor film per King Kong 2